# 碧也ぴんく
碧也 ぴんく（あおまた ぴんく、2月5日 - ）は、日本の女性漫画家。岡山県在住。家族構成は夫・母と、猫3匹。

## 作品リスト

### 連載作品
- 少年忍者KUMARI（『ニュータイプコミックGenki』） 単行本全1巻。デビュー[3]。
- FIGHT!!（『月刊ウィングス』） 単行本全3巻。OVA。
- 八犬伝（原作:曲亭馬琴、1989年2月 - 2002年5月） 単行本全15巻、文庫版全8巻。

単行本のはじめの数巻は当初「THE八犬伝」と題されていたが後に現行に改題
- BLIND GAME（『ミステリーDX』） 単行本全10巻。文庫版全5巻。
- ウェディングドレスに紅いバラ（原作:田中芳樹、『ノエル』） 単行本全1巻。
- パンタ パーン（『月刊ウィングス』） 単行本全2巻。
- ささら さや（原作:加納朋子、『ミステリービーストリート』） 単行本全2巻。
- ガラスの麒麟（原作:加納朋子、2004年12月 - 2005年5月、『スピカ』） 単行本全2巻。
- 鬼外カルテシリーズ（『月刊ウィングス』）　単行本全21巻。文庫本4冊。
  - 水中童子
  - Golden Child
  - 花も雪もきっと…
  - 1/2（ワン・ハーフ）
  - なつゆき姫
  - Shiranami〜白浪〜
  - さとり宿の主人
  - マチビト
  - プリンス・マーメイド
  - ゆめに雪　そらに花
  - ミナス・ダ・プラタ
  - 猫の王国
  - 太夫〜Dramatic Torso〜
  - 非常ノヒト
- 姫様の花束（2005年11月 - 2007年5月、『スピカ』） 単行本全3巻。
- デアマンテ〜天領華闘牌〜（2007年10月 -2010年6月 、『スピカ』）単行本全4巻。
- 天下一!!（2008年11月 - 2013年8月、『ウィングス』）単行本6巻＋番外編1巻、愛蔵版全3巻。
- 花族ワルツ（2010年11月 - 2012年6月、『スピカ』）単行本全2巻。
- 星紋の蛍（2012年9月 - 2014年12月、『幻想異界 星月夜』→『幻想アンソロジー haruca』）単行本全2巻（掲載誌の休刊により未完）。
- 義経鬼〜陰陽師法眼の娘〜（2013年11月 - 2018年2月、『プリンセスGOLD』）単行本全6巻。
- 星のとりで〜箱館新戦記〜（2016年8月号[4] - 2022年10月号[5]、『ウィングス』）単行本全7巻。
- シルク・ロマンス（『プリンセスGOLD』2019年5月 - 2019年12月→『プチプリンセス』2020年4月 - 2020年8月）単行本全3巻（2巻以降は電子書籍のみ）。
- ふくふくまんぷく（『ウィングス』2023年6月号[6] - ）単行本既刊2巻（2025年4月現在）。

### その他
- 猫ばか 猫エッセイコミック（2009年、新書館）全1巻
- 週刊マンガ日本史第35号『土方歳三』（2010年、朝日新聞出版）
- 猫じゃ!!（『コミック乱ツインズ』2024年5月号[7]、2024年9月号[8]、2025年5月号[9]、2025年9月号[10]）